# Volando alto
Volando alto es el primer álbum perteneciente al grupo argentino de rock Orions, editado en el año 1982 por V.B. Records. 

## Historia
Este fue el primer disco de esta agrupación en su segunda etapa. Bajo el nombre de Orion's Beethoven, el grupo había publicado los álbumes Superángel (1973) y Tercer milenio (1977). 
Sin embargo, algunos cambios en su formación modificaron su sonido y acortaron el nombre, rebautizándose simplemente como Orions. 

## Detalles
«Volando alto» fue registrado en los Estudios ION de Buenos Aires. Participaron de la grabación los músicos Adrián Bar, Ronan Bar, José Luis González, Alberto Varak y Horacio Varbaro. Los coros adicionales estuvieron a cargo de Ricardo Leiva y Dery Scalise. Todos los temas del álbum fueron compuestos por los hermanos Adrián y Ronan Bar.

## Recepción
De este álbum sobresalió su más grande y único éxito: «Hasta que salga el sol». Como gran parte de los discos de rock argentino publicados en 1982, recibió un gran impulso por la prohibición impuesta por la Dictadura Cívico-Militar de emitir música en inglés en las radios, durante la Guerra de Malvinas. Otras canciones que también se escucharon en las radios, aunque con mucha menos rotación, fueron «Nacida para perder» y «Sigo dando vueltas». El álbum vendió 100.000 copias en la Argentina.
En su crítica, la revista Pelo escribió: "«Volando alto» es el primer fruto de la nueva formación y su resultado es más que alentador. Orions consiguió hacer un muy buen álbum, cuya base es el rock 'n' roll, pero sin dejar de lado otras vertientes: hay un blues («Un ladrillo de cinco lados»), un tema de aire gospel («Hey, Dios»), canciones intimistas («Lisa», «En un cuarto vacío»), rock pesado («Sigo dando vueltas»), todos hechos con un mismo nivel de calidad. Esta es la mejor formación de Orions y eso se nota". 
El LP fue presentado en noviembre de ese mismo año con gran éxito en el festival B.A.Rock IV, documentado en «Buenos Aires Rock», el filme de Héctor Olivera.

## Lista de canciones
| N.º | Título                                                           | Duración |  |
| 1.  | «Nacida para perder»                                             | 3.27     |  |
| 2.  | «Diez mil quinientas»                                            | 3.23     |  |
| 3.  | «En un cuarto vacío»                                             | 4.52     |  |
| 4.  | «Hey, Dios»                                                      | 3.23     |  |
| 5.  | «Hasta que salga el sol (Tocando en una banda de Rock 'n' Roll)» | 6.06     |  |
| 6.  | «Sigo dando vueltas»                                             | 3.17     |  |
| 7.  | «Lisa»                                                           | 5.11     |  |
| 8.  | «Un ladrillo de cinco lados»                                     | 5.26     |  |
| 9.  | «Sigamos volando alto»                                           | 4.53     |  |

Todos los temas pertenecen a Adrián y Ronan Bar. Excepto "Hasta que salga el sol" que es un cover del tema "Drift Away" de Dobie Gray del año 1973.

## Créditos
- Adrián Bar – guitarras eléctricas y acústicas, guitarra slide y coros.
- Ronan Bar – bajo eléctrico, bajo fretless y voz.
- José Luis González – batería y percusión.
- Alberto Varak – voz.
- Horacio Varbaro – piano, órgano Hammond, mellotrón y sintetizadores.